# Agora (Israël)
Pour les articles homonymes, voir Agora (homonymie).

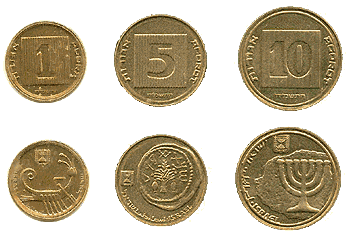
Pièce de 1, 5 et 10 agorot.

L'agora (hébreu : pl. [agorot] אגורות / [agorah] אגורה) est une sous-unité monétaire en Israël, où cent agorot équivalent à un shekel.
C'était depuis 1960 l'ancienne unité divisionnaire de la livre israélienne. Elle a ensuite été réutilisée lors du passage au shekel en 1980, puis au « nouveau shekel » en 1985. Le mot est d'origine biblique.

## Histoire
Le nom agora fait référence aux sous-unités de trois monnaies israéliennes distinctes. 
Ce mot a été utilisé pour la première fois en 1960, lorsque le gouvernement israélien a décidé de changer la subdivision de la livre israélienne (hébreu : לירה, lira) de 1 000 prutah (en) en 100 agorot en raison de la dépréciation de la monnaie. Le nom a été suggéré par l'Académie de la langue hébraïque et a été emprunté à la Bible hébraïque, dans le premier livre de Samuel, 2:36 : « וְהָיָה כָּל-הַנּוֹתָר בְּבֵיתְךָ יָבוֹא לְהִשְׁתַּחֲו‍ֹת לוֹ לַאֲגוֹרַת כֶּסֶף וְכִכַּר-לָחֶם », c'est-à-dire « Quiconque subsistera de ta famille viendra se prosterner devant lui [un prêtre] pour avoir une piécette d'argent et une galette de pain (...). ». L'expression  « piécette d'argent » rend l'hébreu agorat kêsséf, le mot agora pouvant aussi se traduire par « petite monnaie ».
En 1980, la livre israélienne est remplacée par le shekel au taux de dix lires israéliennes pour un shekel israélien. Cette subdivision du shekel a été appelée agora ẖadaša (« nouvel agora »), et il y avait 100 agorot pour un shekel. Le taux d'inflation élevé en Israël au début des années 1980 va contraindre le gouvernement israélien à modifier une nouvelle fois la monnaie israélienne, en 1985. Le « nouveau shekel » (šeqel ẖadaš) est introduit à un taux de 1 000 shekel pour un nouveau shekel. On va à nouveau utiliser le mot agora pour sa subdivision. Cette fois en revanche, l'adjectif « nouveau » est laissé de côté, afin d'éviter toute confusion avec l'ancienne subdivision (l'agora d'avant 1980 n'est plus en circulation depuis longtemps). Actuellement, le terme agora désigne la centième partie du « nouveau shekel ». Il existe des pièces de 10 et 50 agorot, cette dernière portant cependant l'inscription « 1⁄2 Nouveau Shekel ». 
La pièce de 1 agora a été retirée de la circulation le 1er avril 1991 par la Banque d'Israël, de même que celle de 5 agorot le 1er janvier 2008 ; dans chaque cas, la valeur était devenue bien inférieure au coût de production. Depuis, les achats sont arrondis au multiple le plus proche de 10 agorot en cas de paiement en espèces, mais à 1 agora en cas de paiement par d'autres moyens tels que les cartes de paiement ou les chèques.